# Blaugrüne Papageiamadine
Die Blaugrüne Papageiamadine oder Forbes-Papageiamadine (Erythrura tricolor, Syn.: Amblynura tricolor) ist eine Art aus der Familie der Prachtfinken. Es werden keine Unterarten unterschieden. Gemeinsam mit der Dreifarbigen Papageiamadine bildet sie eine Superspezies.

## Beschreibung
Die Blaugrüne Papageiamadine erreicht eine Körperlänge von 10 Zentimetern und ist damit eine der kleinsten Arten innerhalb der Familie der Prachtfinken. Die Männchen sind an Kopf und Nacken sowie auf der Unterseite kobaltblau. Die Körperoberseite ist grün, der Bürzel, die Oberschwanzdecken sowie die Schwanzfedern sind leuchtend rot. Das Weibchen zeigt eine ähnliche Farbaufteilung, ist aber deutlich blasser als das Männchen. Die Jungvögel sind auf der Körperoberseite düster grün und auf der Körperunterseite bräunlich grün.
Der Lockruf ist ein zit-zit, der Warnlaut ein tzirr, der Gesang des Männchens besteht aus mehrfach wiederholten hohen Trillern.

## Verbreitung und Lebensweise
Das Verbreitungsgebiet der Blaugrünen Papageiamadine dehnt sich über Timor und die benachbarten kleineren Inseln, nördlich von Australien aus. Die Art lebt dort in Bambusdickichten, Eukalyptuswäldern, in Gebüschen auf Lichtungen sowie in Palmenhainen. Die Höhenverbreitung reicht bis 1.400 m.
Charakteristisch für die Balz der Blaugrünen Papageiamadine ist eine wilde Verfolgungsjagd durch das Männchen. Unmittelbar vor der Begattung, der viele Verbeugungen vorausgehen, singt das Männchen laut trillernd. Das Nest wird bevorzugt in den Wipfeln von Kokospalmen angelegt. Das Gelege besteht aus vier bis sechs Eiern, die 13 bis 14 Tage bebrütet werden. An der Aufzucht der Nestlinge ist auch der männliche Elternvogel beteiligt.

## Haltung
Es liegen keine gesicherten Daten vor, wann die Blaugrüne Papageiamadine erstmals nach Europa eingeführt wurde. Vermutlich gab es 1958/1959 einen ersten Import in die Niederlande. 1989 erfolgten weitere Importe sowohl nach Deutschland als auch in die Niederlande. In den Niederlanden gelang die Erstzucht noch im selben Jahr.